# Deir Razih
Deir Razih (àrab: دير رازح, Dayr Rāziḥ) és una vila palestina de la governació d'Hebron, a Cisjordània, situada 11 kilòmetres al sud-oest d'Hebron. Segons l'Oficina Central Palestina d'Estadístiques tenia 354 habitants el 2016. La majoria dels serveis bàsics els ha de cercar a Dura. L'àrea total de terra és de 540 dúnams, inclòs el sòl edificat. Deir Razih és habitat per les famílies extenses Amru, Abu Arqub, Hija, i els beduïns al-Azazmeh. La majoria dels residents depenen de l'agricultura com a mitjà de subsistència.

## Història
L'explorador francès Victor Guérin va visitar el lloc el 1863, durant els darrers anys del domini otomà. El va descriure com una ruïna amb una estructura més gran que la resta sobre una revista subterrània.
En 1883 el Survey of Western Palestine (SWP) del Fons per a l'Exploració de Palestina hi va trobar «parets, cisternes i coves, tombes cavades a la roca a l'est de la vila.»
En el cens de Palestina de 1931, dut a terme per les autoritats del Mandat Britànic la població de Kh. Dair Razih era comptada amb la de Dura.
Després de la Guerra araboisraeliana de 1948 i els acords d'armistici de 1949, Deir Razih va quedar sota un règim d'ocupació jordana. Des de la Guerra dels Sis Dies en 1967, Deir Razih ha romàs sota ocupació israeliana. En 1961 tenia només 130 habitants 1ye augmentaren a 236 en el cens de 1997, dels quals l'11,9% eren refugiats palestins. L'estiu de 2007 un grup de colons israelians d'Otniel acompanyat de soldats i una excavadora, van entrar a les terres del poble i van desarrelar 150 oliveres, ametllers i pins. Després d'això, també, van incendiar la terra causant danys als cultius i pastures. Les brigades d'incendis dels municipis palestins de Dura i as-Samu van extingir el foc poc després.